# Debre Werk'
Debre Werk' är en ort i Etiopien.   Den ligger i regionen Amhara, i den centrala delen av landet, 190 km norr om huvudstaden Addis Abeba. Debre Werk' ligger 2 513 meter över havet och antalet invånare är 10 579.
Terrängen runt Debre Werk' är kuperad åt nordväst, men åt sydost är den platt. Terrängen runt Debre Werk' sluttar österut. Runt Debre Werk' är det ganska tätbefolkat, med 172 invånare per kvadratkilometer. Det finns inga andra samhällen i närheten. Trakten runt Debre Werk' består till största delen av jordbruksmark.